# フェブリフギン
フェブリフギンまたはフェブリフジン(Febrifugine)は、キナゾリノンアルカロイドである。中国のジョウザンアジサイ(Dichroa febrifuga)から最初に単離されたが、庭咲きのアジサイ属にも含まれる。研究室内での合成により、当初報告されていた立体化学は間違いであったことが明らかとなった。
フェブリフギンは抗マラリア剤としての性質を持ち、合成ハロゲン化誘導体のハロフジノンは抗コクシジウム剤として獣医学の分野で用いられる。他の合成フェブリフギン誘導体は、マラリア、癌、線維症、炎症性疾患等に対して用いられる。